# دریه
دُرّیه (به لاتین: Dürriyə) یک منطقه‌ی مسکونی در جمهوری آذربایجان است که در شهرستان آستارا واقع شده‌است. دریه ۶۹۷ نفر جمعیت دارد.

## ریشه واژه
دی یا دو در زبان تالشی به‌معنی عدد دو و ریه یا ریا به‌معنی جاده یا مسیر است و معنای کامل آن می‌شود روستایی که در میان دو جاده یا چهارراه جای دارد.